# Ron Boone
Ronald Bruce Boone (ur. 6 września 1946 w Oklahoma City) – amerykański koszykarz, obrońca. Uczestnik spotkań gwiazd ABA, kilkukrotnie wybierany do składów najlepszych zawodników tej ligi. Zaliczony do składu najlepszych zawodników w historii ligi ABA.
Boone był określany mianem Ironmana NBA. W 1981 roku ustanowił rekord, kończąc pasmo 1041 spotkań z rzędu, rozegranych jako zawodowy koszykarz. Następnie został zwolniony przez Utah Jazz. Swoją serię rozpoczął jeszcze w lidze ABA i trwała ona nieprzerwanie aż przez 13 lat. Rekord ten został ostatecznie poprawiony dopiero 18 kwietnia 2001 roku, przez A.C. Greena, który to zakończył wtedy passę 1192 rozegranych kolejno spotkań. Faktem jest jednak, iż Boone w każdym z rozegranych spotkań spędził na parkiecie co najmniej 20 minut, podczas gdy Green w celu podtrzymania passy był często wpuszczany na parkiet kontuzjowany, tylko z powodów formalnych.  

## Osiągnięcia
Na podstawie, o ile nie zaznaczono inaczej.
ABA
- Mistrz ABA (1971)
- Wicemistrz ABA (1974)
- Uczestnik meczu gwiazd:
  - ABA (1971, 1974–1976)
  - Legend NBA (1993)[5]
- Zaliczony do:
  - I składu:
    - ABA (1974)
    - debiutantów ABA (1969)

  - II składu ABA (1975)
  - składu najlepszych zawodników w historii ligi ABA (ABA's All-Time Team - 1997)
- Lider:
  - sezonu regularnego w skuteczności rzutów z gry (1969)
  - play-off w:
    - średniej asyst (1974)[6]
    - skuteczności rzutów wolnych (1973)[7]

  - wszech czasów ABA w:
    - skuteczności rzutów wolnych (87,4%) w fazie play-off
    - stratach (2327)

NBA
- Lider play-off w skuteczności rzutów wolnych (1979)[7]